# Seznam severnoameriških držav
Severna Amerika je kontinent, ki v celoti leži na severni polobli. Politično je razdeljena na deset suverenih držav in dve čezmorski avtonomni ozemlji. Geografsko pa lahko k Severni Ameriki prištevamo tudi skrajni severni del Kolumbije (ki jo sicer uvršamo v Južno Ameriko) med Pacifikom in Karibskim morjem na meji s Panamo.

### Seznam suverenih severnoameriških držav
- Belize

- Gvatemala

- Honduras

- Kanada - federacija

- Kostarika

- Mehika - federacija

- Nikaragva

- Panama

- Salvador

- Združene države Amerike (ZDA) - federacija

### Seznam čezmorskih avtonomnih ozemelj
- Grenlandija (Danska, čezmorsko ozemlje z visoko stopnjo samouprave)

- Sveti Peter in Mihael (Francija, čezmorsko ozemlje z visoko stopnjo samouprave)